# ウィリアム・バリントン (第3代バリントン子爵)
第3代バリントン子爵ウィリアム・バリントン（英語: William Barrington, 3rd Viscount Barrington、1760年頃 – 1801年7月13日）は、イギリスの貴族。

## 生涯
ジョン・バリントン（1764年4月2日没、初代バリントン子爵ジョン・バリントンの息子）とエリザベス・ヴァッサル（Elizabeth Vassal、フォレンティアス・ヴァッサルの娘）の息子として、1760年頃に生まれた。
アン・マーレル（Anne Murrell、1816年5月没、ジョン・マーレルの娘）と結婚したが、子供はいなかった。
1793年2月1日に伯父にあたる第2代バリントン子爵ウィリアム・バリントンが死去すると、バリントン子爵の爵位を継承した。
1801年7月13日にバース近くの自宅で死去、弟リチャード・ジェームズが爵位を継承した。